# René-Edmond Thomasset
Pour les articles homonymes, voir Thomasset.
René-Edmond Thomasset (Rennes, 2 novembre 1819 - Paris, 16 janvier 1907), est un officier de marine français. 

## Biographie
Fils d'un employé des postes, il entre à l'École navale en novembre 1835 sur l'Orion à Brest et en sort aspirant de 2e classe en septembre 1837. Il sert alors aux Antilles sur la Didon puis passe sur l'Alcmène et la Coquette à la station des côtes d'Espagne. 
Aspirant de 1re classe (novembre 1839), il embarque sur l'Océan en escadre de Méditerranée et est promu enseigne de vaisseau en décembre 1841. Il sert ensuite sur l'Aube aux Antilles (1843) puis sur l'Ariane dans le Pacifique (janvier 1844) et se fait remarquer dans les opérations de Tahiti aux batailles d'Hapape et de Punaruu (1846-1847). 
Commandant du brick Anna à la station de Tahiti, il est nommé lieutenant de vaisseau en décembre 1848 puis rentre en France et sert à terre à Brest avant d'embarquer sur le Borda en février 1851 puis sur le Héron en Méditerranée (mars 1852). À la demande de Bruat qui l'appréciait, il est envoyé comme officier de manœuvre sur le Montebello et se distingue alors aux combats autour de Sébastopol durant la guerre de Crimée. 
Promu capitaine de frégate (octobre 1855), il devient en juillet 1856 le second de l’École navale sur le Borda puis commande en avril 1859 l'Averne et la station des Bouches du Danube. 
Chef d'état-major de Jurien de La Gravière sur le Masséna (novembre 1861), il participe à l'expédition du Mexique en suivant son chef sur le Montezuma et la Normandie. Capitaine de vaisseau (juillet 1862), président de la Commission permanente d'examen des mécaniciens et ouvriers chauffeurs de la flotte de février 1863 à septembre 1866, il reçoit en 1866 le commandement de l’École navale et du Borda puis devient de nouveau chef d'état-major de Jurien de La Gravière sur le Solférino puis le Magenta. 
Commandant de la flottille de canonnières et de chaloupes envoyée à la défende de Paris lors des événements de 1870-1871, il est promu contre-amiral en janvier 1871 et major général à Cherbourg puis à Toulon (1872). 
En août 1873, il devient commandant de la division des Antilles et de Terre-Neuve avec pavillon sur la Magicienne et obtient en septembre 1875 un témoignage de satisfaction. 
Membre du Conseil d'amirauté (septembre 1875), vice-amiral (novembre 1877), président de la Commission des naufrages, il est nommé préfet maritime de Rochefort en novembre 1878 puis reprend en octobre 1879 sa place au Conseil d'amirauté. 
En août 1882, il commande en chef l'escadre de réserve sur la Dévastation et le Bayard et prend sa retraite en octobre 1884.

## Récompenses et distinctions
- Chevalier (19 décembre 1847), officier, commandeur (15 avril 1868), grand officier (11 juillet 1880) puis grand-croix de la Légion d'honneur (30 décembre 1891).
- Le rocher Thomasset a été nommé en son honneur.